# Aiguillette
Aiguillette – długi, cienki kawałek mięsa, wykrojonego z obu stron okolic mostka kaczki. Wybiera się mięso najlepsze i najdelikatniejsze, względnie innego drobiu; niekiedy też określa się tym terminem innego rodzaju kawałki mięsa o podobnym kształcie. Słowo to w języku francuskim znaczy dosłownie „igiełka”.